# Сухівці (Рівненський район)
Су́хівці — село в Зорянській сільській громаді Рівненського району Рівненської області України. Населення становить 551 осіб.

## Географія
У селі бере початок струмок Сухівський.

## Історія села
Територія, на якій розташоване село, з 10 століття входила до складу Київської Русі.
З 11 століття — це землі пересопницького князівства з центром у Пересопниця.Очевидно, саме в цей час в селі Сухівці в урочищі «Замок», що знаходилося на мисі високої берегової тераси на правому березі колишньої річки Стубелки, виникло городище. Про це свідчать знахідки кераміки 11-13 століття.
У 1199 ро територія села разом з Пересопницьким князівством входить до складу Галицько — Волинського князівства.
У 1241 році через наші землі пройшло величезне військо монголо — татар.
З 1352 року територія входить до складу Великого князівства Литовського. Але після об'єднання Литви і Польщі (1569 р.) на сухівецькій землі, як і на весь край, поширюється влада польських феодалів.
Найдавніші вісті про Сухівці виринають з акта 1446 року .У ньому сказано що Свидригайло надає Михайлу Чорторийському маєтності Жуківскої волості серед котрих називаються Сухівці, але чомусь як «Суховсь», яке «Словник староукраїнської мови» за 1978 рік подає у реконструкції «Суховесь».
У 1570 році «село Суховцы» згадує реєстр податкових повинностей, за яким воно платить від 46 «димів», утримує 2 замкові «городні» . Накладна Пронського, дана 1587 року Жаславському на містечко Жуків, містить запис « з селом Суховцами», а документ наступного року — «при Суховецком дворе».
Донесення 1548 року іменує Сухівці дещо інакше .У ньому сказано, що при дорозі на «Суховіце» озброєні нападники пограбували з дворових возів весь «помол» зерна, а через рік виринає свідчення про пожежу лісу в «Горах близ Суховец», з приводу чого в «Суховцы» приїжджала повітова комісія.
Акт 1744 року оскаржує Францішка Любомирського за перетримування селян — утікачів Казимира Стецького з «Суховец». У цьому році згоріли забудови гайового в «суховецком лесу» і колишній вітряк.
За даними 1889 року "с. Суховцы при безыменном ручье волости Дядьковической " утримувало 78 дворів, 620 парафіян, з яких 28 римокатоликів . У церкві Пресвятої Богородиці (Покрови), збудованій десь у 1750 році на кошти поміщика Новобільського й селян, зберігалися копії метричних книг з 1823 року. Тут були зосереджені цінні стародруки, рукописи.
Назву Сухівці можна осмислити як "сухе село, де перша частина у значенні «малоземельне».
Околиця Сухівців заселена давно, про що свідчать старовинні могильники, кургани, колись фортечна гора Заммок, де, гадають, було розміщене староруське городище із захисною водоймою річки

## Ветерани Другої світової війни

### Стацюк Андрій Харитонович
(21.12.1922-21.06.2006 роки)
Народився у селі Сухівці Рівненської області Рівненського району.
Був призваний до військової служби у березні 1944 року.
Додому повернувся у лютому 1945 року.
На фронті був кулеметником 24 гвардійського стрілецького полку, Другий Білоруський фронт. 10 жовтня 1944 року його поранило осколком і ліве передпліччя. Поранення було важким, після лікування у госпіталі він був визнаний інвалідом війни.
Нагороджений медалями: медаллю «За відвалу», Медаллю «За перемогу над Німеччиною у Великій Вітчизняній війні 1941—1945 рр.»

### Мельник Андрій Пилипович
Народився 8 грудня 1926 року.
Воював у 139 запасному полку.
Мобілізований у 1944 році.
Нагороджений :

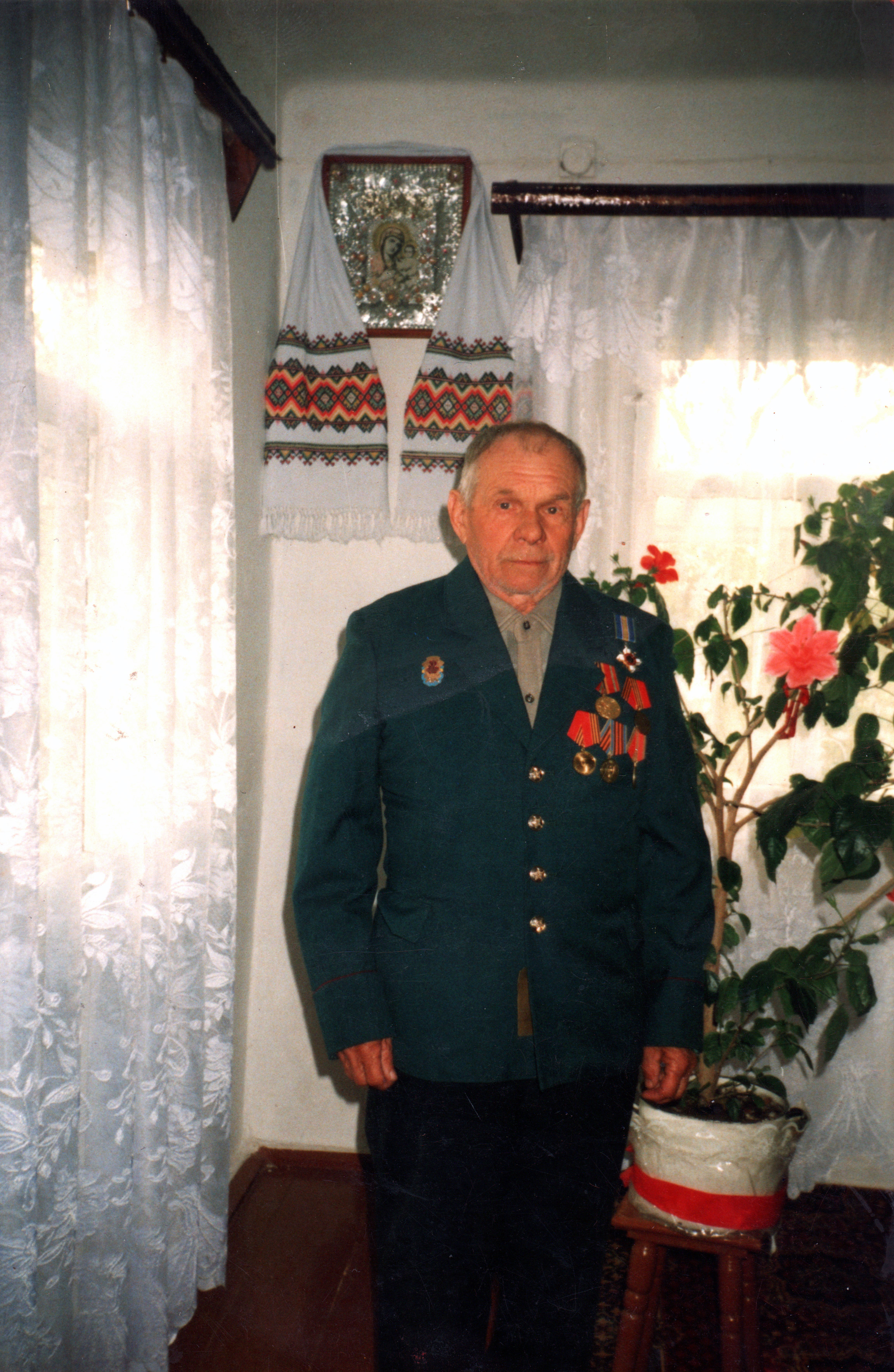
Мельник Андрій Пилипович

медаллю Жукова, Медаллю «За перемогу над Німеччиною у Великій Вітчизняній війні 1941—1945 рр.» , Орденом «За мужність», Медаллю «Захиснику Вітчизни».

### Ящук Віталій Севастьянович
(13.12.1925-)
Народився в с. Сухівці Рівненської області Рівненського району.
Призваний в ряди Радянської Армії у березні 1944 року.
Після 4-х місячної підготовки попав на Перший Білоруський фронт під командуванням Рокоссовського.
Воював на території Польщі, був автоматником.
На початку 1945 року був поранений в плече. Після лікування в госпіталі продовжував воювати в авіаційних військах. Салют Перемоги зустрів у Польщі.
Після закінчення війни продовжував військову службу.
Повернувся додому у 1947 році
Нагороджений:
Медаллю Жукова, медаллю «Захиснику Вітчизни», медаллю «Воздушо-десантные войска», Медаллю «За перемогу над Німеччиною у Великій Вітчизняній війні 1941—1945 рр.», Орденом «За мужність», Орденом Вітчизняної війни ІІІ ступеня.
Свято — Покровська церква
Збудована десь у 1750 році на кошти поміщика Новобільського й селян, зберігалися копії метричних книг з 1823 року. Тут були зосереджені стародруки, рукописи.

## Особистості
У селі народився заслужений журналіст України, багатолітній головний редактор газети «Молодь України» Володимир Боденчук (1955 — 2006).
Федоришин Микола — директор КЗ «Культурно — археологічний центр „Пересопниця“»
1952 року на хуторі поблизу села енкаведистами вбито художника та діяча Організації українських націоналістів і Української головної визвольної ради Ніла Хасевича, якому у 1992 встановлено пам'ятний знак (художник Валерій Войтович).
Ящук Павло – повстанець. Уродженець с. Сухівці Рівненського району. Загинув у бою з німцями 21.05.1943 р.